# Корнильев, Ярослав Александрович
Ярослав Александрович Корни́льев  (род. 14 апреля 1928, Харьков) — советский инженер-конструктор.

## Биография
Родился 14 апреля 1928 года в Харькове (ныне Украина). В 1960 году окончил Львовский политехнический институт.
До 1990 года непрерывно работал в Львовском институте «Гипроград» («Горпроект»).

## Награды и премии
- Государственная премия УССР имени Т. Г. Шевченко (1980) — за архитектурный проект жилого квартала «Серебристый» во Львове